# Erik Gustafsson (ishockeyspelare född 1988)
Jan Erik Gustafsson, född 15 december 1988, är en svensk professionell ishockeyspelare som spelar för Luleå Hockeyförening i SHL. Vann SM-guld med Luleå HF 1 maj 2025.
Han har tidigare spelat för Philadelphia Flyers i NHL.
Gustafsson blev aldrig draftad av något lag utan skrev direkt kontrakt med Flyers efter tre år med Northern Michigan University:s ishockeylag Northern Michigan Wildcats i NCAA.
Gustafsson har spelat juniorhockey för Timrå IK samt representerat Medelpad i TV-pucken. Han var dessutom med och vann guld under VM i ishockey 2013 .
Hans moderklubb är Njurunda SK.